# Eligiendo una reina
«Eligiendo una reina» es una canción de la banda chilena de rock funk Chancho en Piedra, perteneciente a su cuarto álbum de estudio, Marca Chancho (2000). Es considerado su tema más conocido, tocado en casi todos los conciertos de la banda y apareciendo en los discos Chancho 6 (en vivo), Grandes éxitos de ayer y oink! y Grandes videos de ayer y oink!.